# Ateuchus parvum
Ateuchus parvum är en skalbaggsart som beskrevs av Vladimir Balthasar 1939. Ateuchus parvum ingår i släktet Ateuchus och familjen bladhorningar. Inga underarter finns listade.